# 귀엽기만 한 게 아닌 시키모리 양
《귀엽기만 한 게 아닌 시키모리 양》(일본어: 可愛いだけじゃない式守さん 가와이다케자 나이 시키모리산[*])은 마키 케이고가 원작한 일본의 만화이다. 《매거진 포켓》(코단샤)에서 2019년 2월 2일부터 2023년 2월 18일까지 연재되었다.

## 작풍·반향
남자 고등학생 이즈미와 그 동급생 시키모리의 주고받는 이야기를 그린 러브 코미디다. 트위터 만화로 시작해 2019년 2월부터 2023년 2월까지 《매거진 포켓》(코단샤)에서 연재되었다. 작가 마키는 이전부터 트위터에서 귀여움과 멋짐의 양면성이 있는 소녀의 일러스트를 올리고 있었기 때문에 담당 편집자로부터 '귀엽기 만 한 게 아닌 여자아이 만화'를 그릴 것을 권유받았고, 그것이 제목의 유래가 되기도 했다. 원래는 트위터에 개인적으로 올린 것으로 연재화를 상정하지 않았기도 했고 주인공들은 갑자기 연인끼리 시작했다.
초기에는 트위터 설정에 맞춰 매화 4페이지였지만 이즈미의 모노로그로 시작해, 시키모리의 '미남 얼굴'로 끝나는 매번 같은 구성이 되어 버렸다. 그래서 변화를 가하기 위해 설정을 늘렸기 때문에 서서히 페이지 수가 늘어갔다. 또 1권 때는 시키모리의 얼굴에서 살의가 묻어났으나 세계관에 맞지 않아 온화한 표정으로 대신해갔다.
2020년 10월에 코단샤의 연재 작품으로, 최근 1년간 가장 중판이 걸린 코믹스 제1권이 되었다. 인터넷을 중심으로 지지를 모으며 '다음에 올 만화대상' 웹코믹 부문 5위, '전국 서점원이 뽑은 추천코믹' 일반 부문 8위, '모두가 뽑은 TSUTAYA 코믹 대상' 9위를 수상했다. 첫 장편이었던 제4권 문화제 편에서는 큰 호응을 얻었고 《매거진 포켓》 순위에서 1위를 차지하기도 했다. 독자의 남녀 비율은 약 7:3으로 소년향 러브 로미디로서 비교적 여성의 비율도 높다. 2023년 2월 시점에서 누계 부수는 460만 부를 돌파했다.

## 줄거리
불행 체질의 남자 고교생 이즈미는 동급생의 시키모리와 교제하고 있다. 평소 시키모리는 귀엽고 상냥하지만 이즈미에 찾아온 위기와 그의 언동에 반응해 상남자 여자친구로 변신한다.

## 등장인물
이즈미 유우(和泉 ゆう)
성우 - 우메다 슈이치로
본작의 주인공. 남자 고교생으로 시키모리의 남자친구다. 평생 운이 없었다고 묘사된다. 시키모리처럼 더 대담해지기를 원한다.
시키모리 양(式守さん)
성우 - 오오니시 사오리
본작의 히로인. 상냥한 여고생이자 이즈미의 여자친구. 이즈미가 곤경에 빠지면 날카롭게 노려보는 눈을 가진 냉정한 사람으로 변한다. 뛰어난 반사 신경을 가지고 있으며 정기적으로 위험한 상황에 빠진 이즈미를 구한다. 시키모리의 친구들은 시키모리를 미쫑(みっちょん)이라고 부른다. 연분홍 머리색을 하고 있으며 반에서 11등을 하는 뛰어난 학생이다. 운동 능력도 뛰어나며 이즈미가 응원할 때 뛰어다닌다.
이누즈카 슈(犬束 秀)
성우 - 오카모토 노부히코
이즈미의 가장 친한 친구. 장난치는 것을 좋아하지만 게으름을 피우는 것은 좋아하지 않는다. 시키모리의 친구들에게는 이누라고 불린다.
네코자키 쿄(猫崎 享)
성우 - 마츠오카 미사토
하치미츠와 함께 시키모리의 가장 친한 친구 중 한 명이다. 카미야와 함께 배구 팀에 속해 있다.
하치미츠 유이(八満 結)
성우 - 히다카 리나
네코자키와 함께 시키모리의 가장 친한 친구 중 한 명이다. 생기 없는 표정을 하고 다니지만 관찰력이 있다. 친구들에 비해 몸집이 작고 이즈미처럼 실내 활동을 좋아한다.
카미야(狼谷)
성우 - 후쿠하라 아야카
배구팀의 에이스 플레이어. 키가 크고 학교에서 인기가 있다. 이즈미와 함께 도서위원으로 일한다. 이즈미를 좋아하지만 이즈미와 시키모리의 관계를 알게 되고 이즈미와 관계를 맺지 못하는 것에 대하여 괴로워하고 슬퍼한다.
이즈미 모토코(和泉 許子)
성우 - 시노하라 에미
이즈미의 어머니.
이즈미 아키사다(和泉 明貞)
성우 - 쿠스미 나오미
이즈미의 아버지. 이즈미와 시키모리를 등에 엎을 수 있어 상당히 강하다.
시키모리 미야비(式守 雅)
성우 - 박로미
시키모리의 어머니.
시키모리 후지(式守 藤)
성우 - 시모노 히로
시키모리의 오빠.
이사나 리카(鯨 里歌)
이누즈카가 아르바이트를 하는 카페의 선배. 언젠가 자신의 가게를 소유하기를 희망한다.

## 서지 정보
- 마키 케이고 《귀엽기만 한 게 아닌 시키모리 양》 코단샤 〈KC 디럭스〉, 전 20권
  1. 2019년 6월 7일 발매[11], ISBN 978-4-06-516223-1
  2. 2019년 9월 9일 발매[12], ISBN 978-4-06-516891-2
  3. 2019년 12월 9일 발매[13], ISBN 978-4-06-518339-7
  4. 2020년 3월 9일 발매[14], ISBN 978-4-06-518777-7
  5. 2020년 6월 9일 발매[15], ISBN 978-4-06-519740-0
  6. 2020년 10월 9일 발매[16], ISBN 978-4-06-521020-8
  7. 2021년 1월 8일 발매[17], ISBN 978-4-06-522032-0
  8. 2021년 4월 9일 발매[18], ISBN 978-4-06-522880-7
  9. 2021년 7월 9일 발매[19], ISBN 978-4-06-524019-9
  10. 2021년 10월 8일 발매[20], ISBN 978-4-06-525745-6
  11. 2022년 1월 7일 발매[21], ISBN 978-4-06-526594-9
  12. 2022년 3월 9일 발매[22], ISBN 978-4-06-527271-8
  13. 2022년 5월 9일 발매[23], ISBN 978-4-06-527850-5
  14. 2022년 7월 8일 발매[24], ISBN 978-4-06-528383-7
  15. 2022년 10월 7일 발매[25], ISBN 978-4-06-529405-5
  16. 2022년 12월 9일 발매[26], ISBN 978-4-06-529948-7
  17. 2023년 2월 9일 발매[27], ISBN 978-4-06-530330-6
  18. 2023년 2월 9일 발매[28], ISBN 978-4-06-530742-7
  19. 2023년 4월 7일 발매[29], ISBN 978-4-06-531347-3
  20. 2023년 4월 7일 발매[30], ISBN 978-4-06-531348-0

## TV 애니메이션
2021년 1월에 TV 애니메이션의 제작이 발표되었다. 2022년 4월 10일부터 7월 10일까지 아사히 방송 테리비, TV 아사히 계열 ANiMAZiNG!에서 방영되었다.
당초에는 2022년 4월 3일부터 방송 예정이였지만 통가의 해저화산 폭발에 따른 쓰나미경보 발령에 관한 ANN 보도 특집 방송으로 전 프로그램인 《괴인 개발부의 쿠로이츠 씨》의 제2화 방송이 1주 연기되었기 때문에 본 작품도 연기되었다.
2022년 4월 8일 동화공방의 신종 코로나 바이러스 감염 확산에 의한 회사 봉쇄때문에 본 작품의 제작에 차질이 발표되었다. 이에 따라 5월 21일부터 방송일정을 변경했다.

### 스태프
- 원작 - 마키 케이고(真木蛍五)
- 감독 - 이토 료타(伊藤良太)
- 부감독 - 야마나카 쇼헤이(山中祥平)
- 시리즈 구성 - 나리타 요시미(成田良美)
- 캐릭터 디자인 - 키쿠치 아이(菊池愛)
- 메인 애니메이터 - 오사메 타케시(納 武史), 오츠지 히로아키(尾辻浩晃), 사와이 슌(澤井 駿), 사와다 켄지(沢田犬二), 미야하라 타쿠야(宮原拓也)
- 프롭 디자인 - 마츠모토 메구미(松本 恵)
- 색채 설계 - 이토 유카(伊藤裕香)
- 촬영 감독 - 쿠와노 타카후미(桒野貴文)
- 미술 감독·미술 설정 - 스즈키 슌스케(鈴木俊輔)
- 편집 - 키무라 카시코(木村佳史子)
- 음향 감독 - 타카데라 타케시(高寺たけし)
- 음향 효과 - 타쿠마 마키(宅間麻姫)
- 음악 - 츠츠미 히로아키(堤博明)
- 음악 프로듀서 - 니시하라 준(西村潤), 나카니시 히데키(中西秀樹)
- 음악 제작 - NBCUniversal Entertainment Japan
- 프로듀서 - 쿠로스 레오(黒須礼央), 모토나가 사토시(元長 聡), 후루카와 신(古川 慎), 히비 마사히로(日比政広), 타다 카나코(多田香奈子), 니시카와 나츠미(西川夏海), 쿠로스 노부히코(黒須信彦), 카마타 하지메(鎌田 肇)
- 제작 프로듀서 - 코바야시 료(小林涼), 사이토 신고(齊藤真吾)
- 애니메이션 제작 - 동화공방
- 제작 - 시키모리 양 제작위원회

### 주제가
허니 제트 코스터(ハニージェットコースター)
나스오☆가 부른 오프닝 테마. 작사는 나스오☆, 작곡은 마도쿤, 편곡은 SoCo.
Route BLUE
나카시마 유키가 부른 엔딩 테마. 작사는 마사키 에리카, 작곡・편곡은 sky_delta.

### 방영 목록
| 화수 | 제목                                               | 각본          | 그림 콘티                               | 연출                                            | 작화 감독 | 총작화 감독                 | 방송일          |
| ---- | -------------------------------------------------- | ------------- | --------------------------------------- | ----------------------------------------------- | --- | --------------------------- | --------------- |
| #01  | 僕の彼女はとてもかわいい 내 여자친구는 엄청 귀엽다 | 나리타 요시미 | 이토 료타                               | 이토 료타                                       | 아츠미 토모야 야마노 마사아키 이타쿠라 켄 무토 미키 무로타 유헤이                                                      | 키쿠치 아이                 | 2022년 4월 10일 |
| #02  | 風雲、球技大会! 풍운, 구기 대회!                   | 치바 미스즈   | 야마나카 쇼헤이                         | 야마나카 쇼헤이 김성민                          | 미야하라 타쿠야 후루하타 히데요시 나가오 케이고 쿠보 마리코 이타쿠라 켄                                                | 아츠미 토모야               | 4월 17일        |
| #03  | 不幸のち、晴れ 불행 후, 맑음                       | 나리타 요시미 | 오오니시 켄타                           | 오오니시 켄타                                   | 사와이 슌 오사메 타케시 콘도 유지 마츠모토 토모유키                                                                    | 무토 미키                   | 4월 24일        |
| #04  | 立夏、それぞれの想い 입하, 각자의 마음             | 야마다 유카   | 카미츠보 료키                           | 카미츠보 료키                                   | 歩 宇 치카 쿄코 나카오 카즈마 야마노 마사아키 니시카와 에나                                                            | 무로타 유헤이               | 5월 1일         |
| #05  | ウキウキ川あそび! 신나게 강에서 물놀이!            | 치바 미스즈   | 요시카와 히로아키                       | 타케우치 타카시                                 | 쿠보 마리코 미야하라 타쿠야 이타쿠라 켄 나가오 케이고 歩 宇 사토 슈타 우쿨레레 젠지로                                  | 키쿠치 아이                 | 5월 8일         |
| #06  | 夏ぞ隔たる花火かな 여름이 지나가려는 불꽃놀이구나  | 야마다 유카   | 이토 료타 야마나카 쇼헤이               | 모리타 게이세이                                 | 치카 쿄코 나카오 카즈마 사와이 슌 오사메 타케시 이타쿠라 켄                                                            | 아츠미 토모야               | 5월 15일        |
| #07  | 文化祭Ⅰ 학교 축제 Ⅰ                                | 치바 미스즈   | 요시카와 히로아키                       | 김성민                                          | 야마노 마사아키 쿠보 마리코 쿠마가이 카츠히로 이타쿠라 켄 나가오 케이고 콘도 유지 마츠모토 토모유키                    | 무토 미키                   | 5월 29일        |
| #08  | 文化祭Ⅱ 학교 축제 Ⅱ                                | 치바 미스즈   | 오오니시 켄타 이토 료타 쿠와노 타카후미 | 오오니시 켄타 쿠와노 타카후미                   | 우쿨레레 젠지로 콘도 유지 마츠모토 토모유키 歩宇 사토 슈타 오사메 타케시 사와이 슌 Nicca                               | 히라야마 칸나               | 6월 5일         |
| #09  | 無邪気さと不器用さ 순진함과 서투름                 | 야마다 유카   | 요시카와 히로아키                       | 카미츠보 료키                                   | 쿠보 마리코 나카오 카즈마 나가오 케이고 이타쿠라 켄 치카 쿄코 콘도 유지 마츠모토 토모유키                              | 무로타 유헤이 아츠미 토모야 | 6월 19일        |
| #10  | 勝ちたい気持ち 이기고 싶은 마음                    | 치바 미스즈   | 하라구치 히로시                         | 하라구치 히로시 모리타 게이세이 타케우치 타카시 | 야마노 마사아키 쿠보 마리코 오사메 타케시 사와이 슌 歩 宇 사토 슈타 우쿨레레 젠지로                                    | 키쿠치 아이 무토 미키       | 6월 26일        |
| #11  | 可愛いだけじゃない 귀엽기만 한 게 아니야           | 이토 료타     | 이토 료타                               | 이토 료타                                       | 아츠미 토모야 나가오 케이고 치카 쿄코 이타쿠라 켄 나카오 카즈마                                                        | 아츠미 토모야               | 7월 3일         |
| #12  | 夢よりも 꿈속보다도                                | 나리타 요시미 | 요시카와 히로아키 네코토미 챠오         | 카미츠보 료키 네코토미 챠오                     | 무토 미키 쿠보 마리코 歩宇 사토 슈타 사와이 슌 이타쿠라 켄 나카오 카즈마 우쿨레레 젠지로 야마노 마사아키 오사메 타케시 | 무토 미키 키쿠치 아이       | 7월 10일        |